# Linka B (metro v Ciudad de México)
Linka B je jedna z linek metra v Ciudad de México. Linka má 21 stanic a dlouhá je 23,722 km.

## Chronologie otevírání jednotlivých úseků
| Úsek                           | Datum otevření     |
| ------------------------------ | ------------------ |
| Villa de Aragón - Buenavista   | 15. prosince 1999  |
| Ciudad Azteca - Nezahualcóyotl | 30. listopadu 2000 |

## Provoz
Linka B se kříží s linkami metra 1, 3, 4, 5, 8 a linkami Metrobusu 1, 3, 4, 5, 6, 7.

### Seznam stanic
| Linka B | Linka B               | Linka B  | Linka B             |
| Č.      | Stanice               | Přestupy | Městský obvod       |
| ------- | --------------------- | -------- | ------------------- |
| 1       | Ciudad Azteca         |          | Ecatepec de Morelos |
| 2       | Plaza Aragón          |          | Ecatepec de Morelos |
| 3       | Olímpica              |          | Ecatepec de Morelos |
| 4       | Ecatepec              |          | Ecatepec de Morelos |
| 5       | Múzquiz               |          | Ecatepec de Morelos |
| 6       | Río de los Remedios   |          | Ecatepec de Morelos |
| 7       | Impulsora             |          | Ecatepec de Morelos |
| 8       | Nezahualcóyotl        |          | Ecatepec de Morelos |
| 9       | Villa de Aragón       |          | Gustavo A. Madero   |
| 10      | Bosque de Aragón      |          | Gustavo A. Madero   |
| 11      | Deportivo Oceanía     |          | Gustavo A. Madero   |
| 12      | Oceanía               |          | Gustavo A. Madero   |
| 13      | Romero Rubio          |          | Venustiano Carranza |
| 14      | Ricardo Flores Magón  |          | Venustiano Carranza |
| 15      | San Lázaro            |          | Venustiano Carranza |
| 16      | Morelos               |          | Venustiano Carranza |
| 17      | Tepito                |          | Cuauhtémoc          |
| 18      | Lagunilla             |          | Cuauhtémoc          |
| 19      | Garibaldi / Lagunilla |          | Cuauhtémoc          |
| 20      | Guerrero              |          | Cuauhtémoc          |
| 21      | Buenavista            |          | Cuauhtémoc          |

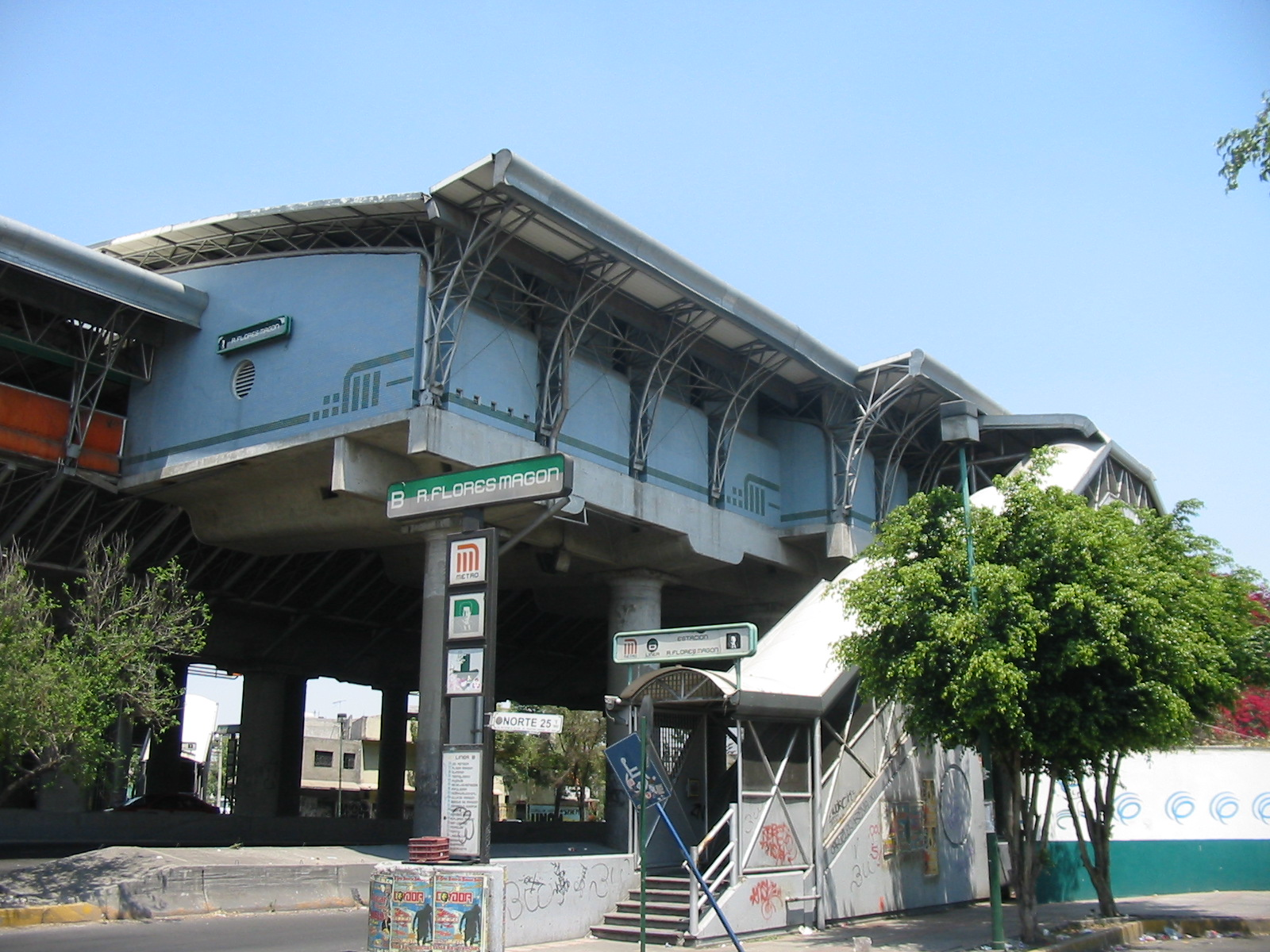
Vstup do metra ve stanici Ricardo Flores Magón

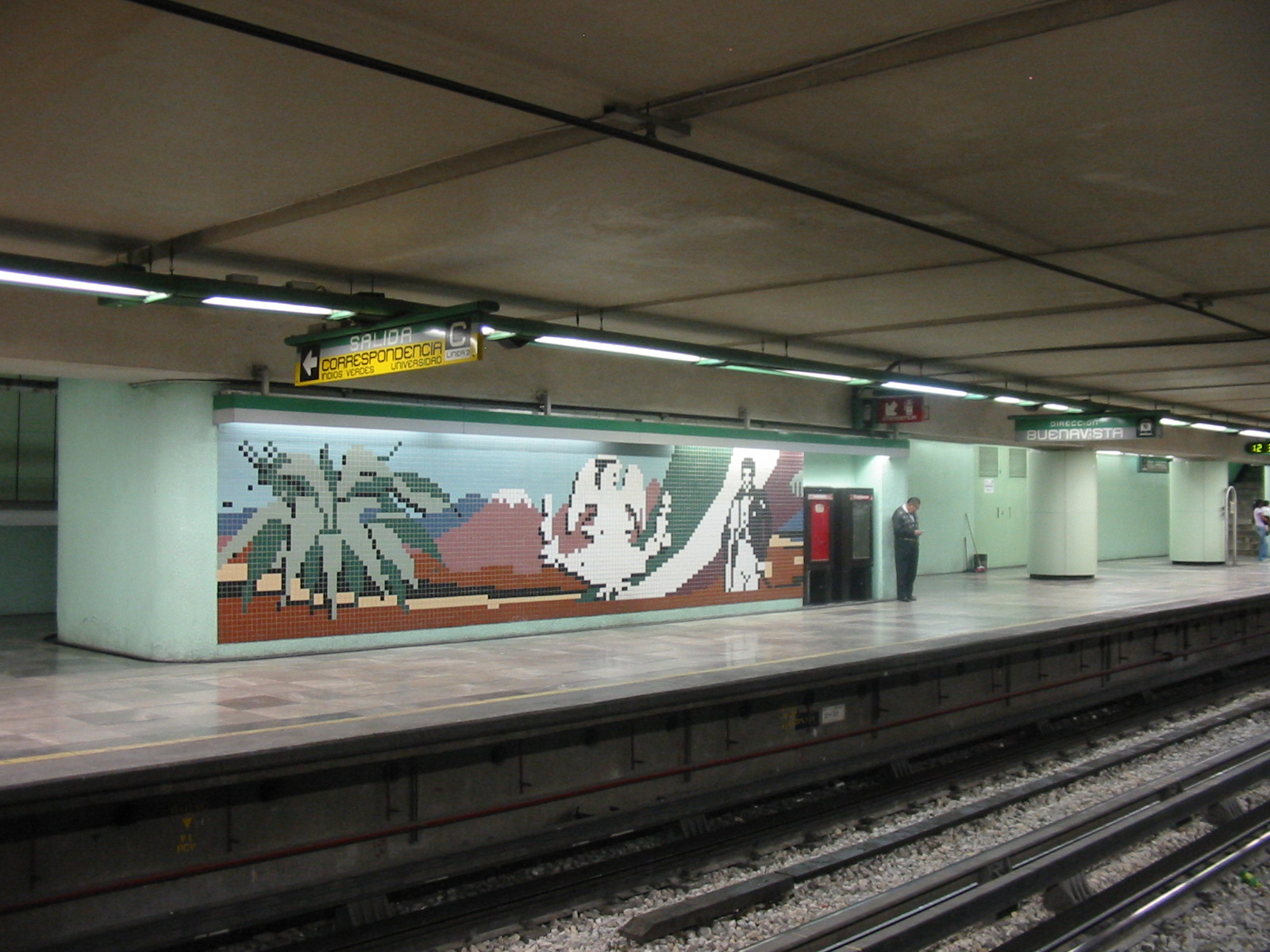
Stanice Guerrero

Některé stanice dříve nesly jiný název
- Nezahualcóyotl (původně Continentes)
- Ecatepec (původně Tecnológico)